# Orphnephilina nigra
Orphnephilina nigra är en tvåvingeart som först beskrevs av Friedrich Hermann Loew 1871.  Orphnephilina nigra ingår i släktet Orphnephilina och familjen mätarmyggor. Inga underarter finns listade i Catalogue of Life.